# Мачоноша
Мачоноша (тассесћапш, олабарш?) је била титула у средњовековној Србији и Хрватској. У Хрватској се јавља у 9. веку. Фрањо Рачки сматра да тас-сесћапш настаје од речи шхг^оажа што значи мачуга или буздован. 

## Титула
О титули мачоноше у средњовековној Србији сазнајемо посредно, преко презимена Маченошечић. Ђурђе Маченошечић забележен је на једном споменику из доба владавине деспота Ђурђа Бранковића. Припадао је најужем кругу деспотове дворске властеле. Презиме је изведено од звања и уверава да је отац Ђурђа Маченошечића, или неко од његових предака, носио титулу мачоноше. Непознато је порекло ове титуле. Није вероватно да је титула византијског порекла, односно да је у Србију доспела колонизацијом грчког живља које се повлачило испред Турака. Византијске титуле спатара, протоспатара и спатарокандидата носили су угледници у раном периоду Византијског царства. 